# 多毛玉叶金花
多毛玉叶金花（学名：Mussaenda mollissima）为茜草科玉叶金花属下的一个种。